# الغارة اليونانية على الإسكندرية (1825)
كانت الغارة اليونانية على الإسكندرية محاولة فاشلة نظمها المغامر اليوناني كونستانتينوس كاناريس لتدمير الأسطول المصري في قاعدته بالإسكندرية عام 1825 أثناء حرب الاستقلال اليونانية
في فبراير 1825، نزل جيش مصري بقيادة إبراهيم محمد علي باشا في المورة، وألحق سلسلة من الهزائم باليونانيين. قرر كناريس أنه إذا كان بإمكانه تدمير الأسطول المصري، فسيقطع عن تزويد إبراهيم باشا من مصر.
في 4 أغسطس 1825، أبحرت قوة يونانية مكونة من سفينتين حربيتين وثلاث سفن حريق من هيدرا، تحت القيادة العامة لإيمانويل تومبازيس على السفينة الحربية ثيميستوكليس، والسفن الأخرى هي عميد كريزيس، وهما سفينتان من طراز هيدريوت (تحت القيادة). أنطونيوس فوكوس ومانوليس بوتيس) وسفينة النار بساريان الخاصة بكناريس. دخلت سفن النار اليونانية بقيادة كاناريس ميناء الإسكندرية أثناء رفع أعلام روسيا والنمسا والجزر الأيونية.
بمجرد الدخول، غيرت الرياح اتجاهها فجأة، مما جعل هجوم سفينة الإطفاء شبه مستحيل، ودفع المصريون السفينة التي ضربت الأسطول المصري بعيدًا قبل أن تبتلع السفينة المصرية بالنيران. لولا التغيير المفاجئ للرياح، لكانت البوارج الثلاث التي يقودها كناريس ستضرب الأسطول المصري المزدحم، وربما ألحقت أضرارًا كبيرة. اضطرت بقية السفن اليونانية للهروب أثناء تعرضها لنيران مصرية كثيفة حيث أسقطت كل من السفن المصرية وبطاريات الشاطئ مدفعًا ثقيلًا. أضاء ميناء الإسكندرية بنيران المدافع، لكن المدفعية المصرية لم تكن دقيقة وهربت جميع السفن اليونانية. محمد علي باشا كان والي مصر غاضبًا للغاية بشأن هروب قوة كناريس. كتب الطبيب الأمريكي صموئيل جريدلي هاو عن الغارة: «هؤلاء، هؤلاء هم الرجال القلائل الذين يخلصون الشخصية الإغريقية، يتألقون مثل الماس بين القذارة، وهم وطنيون شجعان، غير مهتمين، مستنيرين، ومستعدون لذلك. يموتون من أجل بلدهم. أوه، يسعدني التفكير في الأمر». على الرغم من أن كاناريس وبقية الأسطول اليوناني أظهروا الكثير من الشجاعة، إلا أن الغارة كانت بمثابة إخفاق تام.